# Lucien Decoppet
Pour les articles homonymes, voir Decoppet.
Lucien Decoppet, né le 28 février 1843 à Suscévaz et mort le 31 octobre 1912 à Lausanne, est un notaire, un greffier, un directeur de banque et une personnalité politique suisse, membre du Parti radical-démocratique,.

## Biographie
De confession protestante, originaire de Suscévaz, Lucien Decoppet est le fils de David-Samuel Decoppet et de Lydie Marie Carrard. Il épouse en 1870 Marie-Louise Piot. Il est le cousin de Camille Decoppet, conseiller fédéral de 1912 à 1919. Lucien Decoppet suit l'école à Yverdon. Après des études notariales, il devient notaire à Yverdon entre 1868 et 1889, puis greffier au tribunal de district d'Yverdon entre 1870 et 1886. Il dirige le Crédit d'Yverdon entre 1886 et 1889 et la Banque cantonale vaudoise entre 1901 et 1912. Il est en outre membre du conseil d'administration du chemin de fer Jura-Simplon et du conseil de banque de la Banque nationale suisse,.

### Carrière politique
Membre du Parti radical-démocratique, Lucien Decoppet est Conseiller national entre le 4 décembre 1882 et le 1er mars 1883 ; il se retire lors de l'entrée en vigueur de la loi fédérale sur les incompatibilités (qui interdit à un membre d'une autorité d’exercer simultanément une activité au sein d’une autorité différente) en raison de sa fonction de greffier. Il est député au Grand Conseil vaudois en 1889, puis Conseiller d'État dès le 20 mars 1889 ; il y dirige le département des finances jusqu'au 3 février 1891,,.